# Zapovednik Belogorje
Zapovednik Belogorje (Russisch: Государственный природный заповедник Белогорье), is een strikt natuurreservaat gelegen in de oblast Belgorod in het westen van Europees Rusland. De oprichting tot zapovednik vond plaats op 29 maart 1999 per decreet van de regering van de Russische Federatie. Het reservaat heeft een oppervlakte van 21,31 km² verdeeld over vijf clusters. Ook werd er een bufferzone van 27,48 km² ingesteld. Geografisch gezien liggen de deelgebieden van Zapovednik Belogorje in het zuidwesten van het Centraal-Russisch Plateau. Een deel van het oppervlak is bedekt met 300 jaar oude zomereiken (Quercus robur).

## Deelgebied Bos aan de Vorskla
Bos aan de Vorskla (Лес на Ворскле) bestaat al sinds 1924 als natuurreservaat en werd in 1999 toebedeeld aan Zapovednik Belogorje. Het gebied heeft een oppervlakte van 10,38 km², een bufferzone van 4,88 km² en is gelegen in het stroomdal van de rivier Vorskla. Het deelgebied is heuvelachtig en wordt bedekt door oude eikenbossen. Veel eiken zijn er ouder dan 100 jaar, maar monumentale zomereiken van meer dan 300 jaar oud komen voor. Deze worden vergezeld door andere boomsoorten als es (Fraxinus excelsior), Noorse esdoorn (Acer platanoides), winterlinde (Tilia cordata) en bergiep (Ulmus glabra). De ondergroei bestaat er onder meer uit Tataarse esdoorn (Acer tataricum) en wegedoorn (Rhamnus cathartica). Plantensoorten die karakteristiek zijn voor het Bos aan de Vorskla zijn onder meer het ongevlekt longkruid (Pulmonaria obscura), grote muur (Stellaria holostea), leverbloempje (Anemone hepatica) en voorjaarslathyrus (Lathyrus vernus). Vogelsoorten die hier broeden zijn bijvoorbeeld de fluiter (Phylloscopus sibilatrix), kleine vliegenvanger (Ficedula parva), withalsvliegenvanger (Ficedula albicollis) en middelste bonte specht (Dendrocopos leucotos) en er komen zoogdieren voor als das (Meles meles), boommarter (Martes martes) en wild zwijn (Sus scrofa).

## Deelgebied Lysye Gory
Lysye Gory (Лысые горы) werd opgericht in 1993 en maakte tot 1999 deel uit van het nabijgelegen Biosfeerreservaat Tsentralno-Tsjernozjomny. Het gebied heeft een oppervlakte van 1,7 km² en heeft een bufferzone van 8,6 km². Lysye Gory ligt drie kilometer ten zuidwesten van de stad Goebkin aan de bovenloop van de rivier Oskol. Het gebied omvat enkele steppefragmenten en loofbossen. In het gebied zijn maar liefst 571 vaatplanten vastgesteld, waaronder het vedergras Stipa pennata en andere zeldzaamheden als Fritillaria ruthenica en Colchicum bulbocodium. Diersoorten die er leven zijn onder meer de oostelijke egel (Erinaceus roumanicus), trekhamster (Cricetulus migratorius) en kleine bonte specht (Dendrocopos minor).

## Deelgebied Ostrasjevy Jary
Ostrasjevy Jary (Острасьевы яры) werd opgericht in 1995 en maakte tot 1999 deel uit van het nabijgelegen Biosfeerreservaat Tsentralno-Tsjernozjomny. Het gebied heeft een oppervlakte van 0,9 km² en ligt ongeveer 9 kilometer ten zuiden van het dorp Borisovka. Ostrajevy Jary strekt zich uit over een lengte van 3 kilometer en vormt een netwerk van kloven en geërodeerde geulen. Door de geulen stroomt een klein riviertje, dat toebehoort tot het stroomgebied van de Dnjepr. Ostrasjevy Jary is grotendeels bedekt met steppen en biedt leefruimte aan circa 450 soorten vaatplanten — onder andere Stipa capillata, een soort vedergras groeit hier. Vogels die hier broeden zijn bijvoorbeeld het paapje (Saxicola rubetra), appelvink (Coccothraustes coccothraustes) en de grauwe klauwier (Lanius collurio).

## Deelgebied Stenki-Izgorja
Stenki-Izgorja (Стенки-изгорья) werd opgericht in 1995 en maakte tot 1999 deel uit van het nabijgelegen Biosfeerreservaat Tsentralno-Tsjernozjomny. Stenki-Izgorja heeft een oppervlakte van 2,67 en ligt 9 kilometer ten zuidwesten van de plaats Novy Oskol. Het gebied behoort toe tot het stroomgebied van de Don en ligt in de buurt van de rivier Oskol. Het gebied is zeer heuvelachtig en ligt op een geërodeerde kalkrijke bodem. Biotopen die men er kan vinden zijn hellingbossen, steppen en de uiterwaarden aan de linkeroever van de Oskol. In de weidegebieden aan de rand van het reservaat broedt bijvoorbeeld de citroenkwikstaart (Motacilla citreola).

## Deelgebied Jamskaja Step
Jamskaja Step (Ямская степь) werd opgericht in 1935 en maakt tot 1999 deel uit van het nabijgelegen Biosfeerreservaat Tsentralno-Tsjernozjomny. Jamskaja Step heeft een oppervlakte van 5,66 km² en heeft een bufferzone van 14 km². Het gebied bestaat uit een mozaïek van loofbossen en steppen en vormen een ideale broedbiotoop voor de ortolaan (Emberiza hortulana) en kleine klapekster (Lanius minor). Zoogdieren die er leven zijn onder meer de wolf (Canis lupus) en de bobakmarmot (Marmota bobak).

## Afbeeldingen

Embleem van Zapovednik Belogorje.
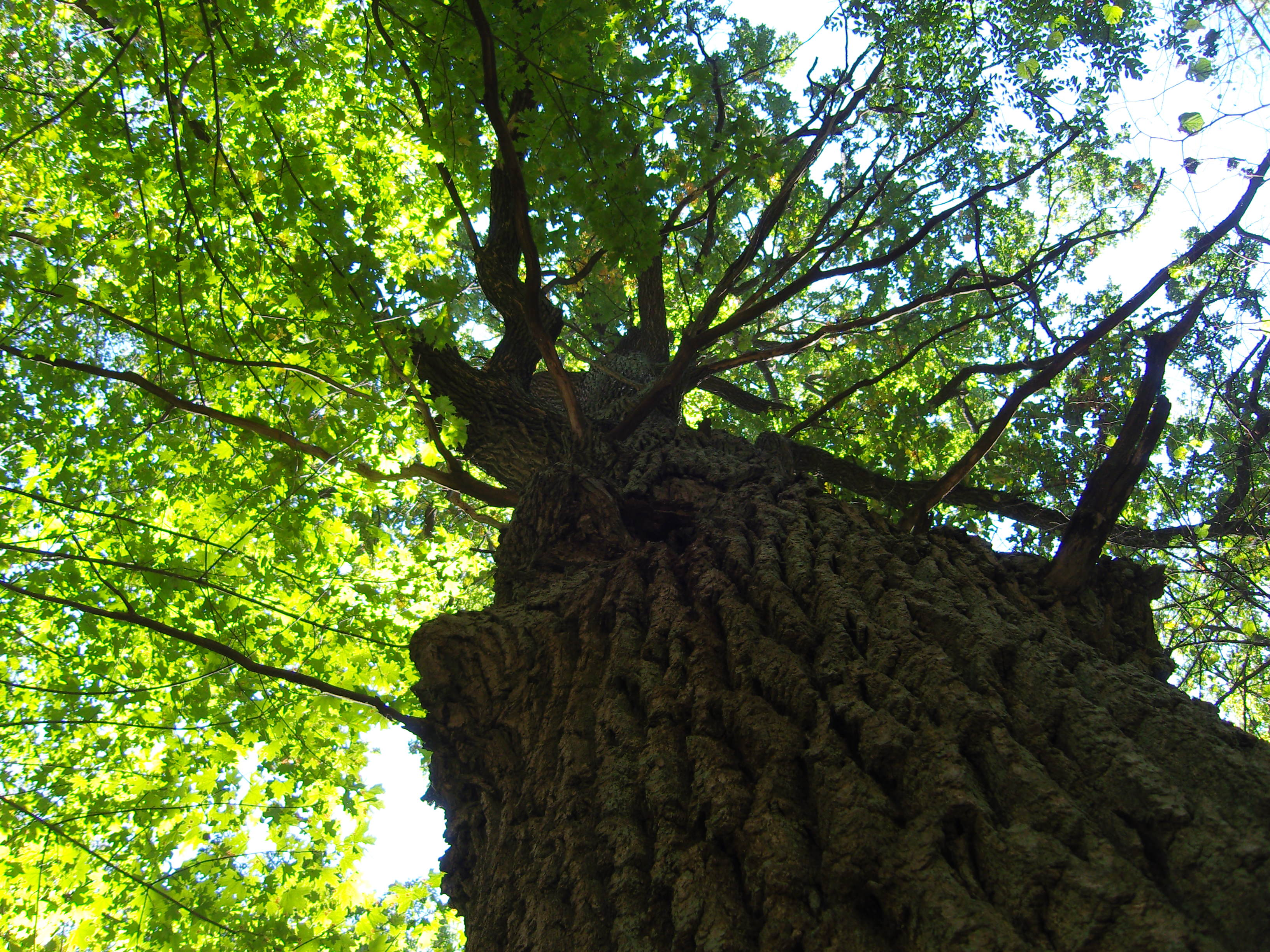
Zomereik (Quercus robur) in deelgebied "Bos aan de Vorskla".
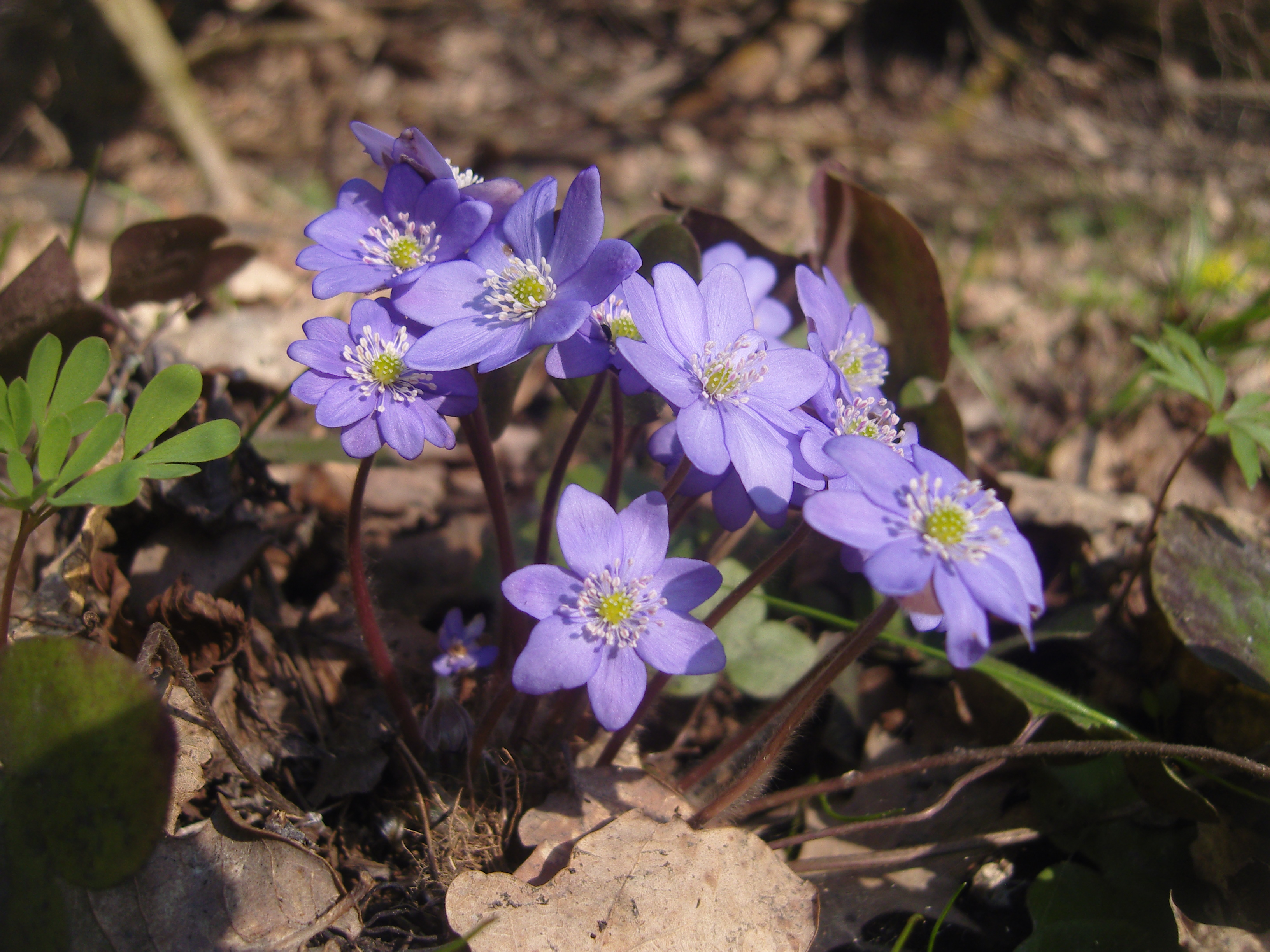
Leverbloempje (Anemone hepatica) in deelgebied "Bos aan de Vorskla".
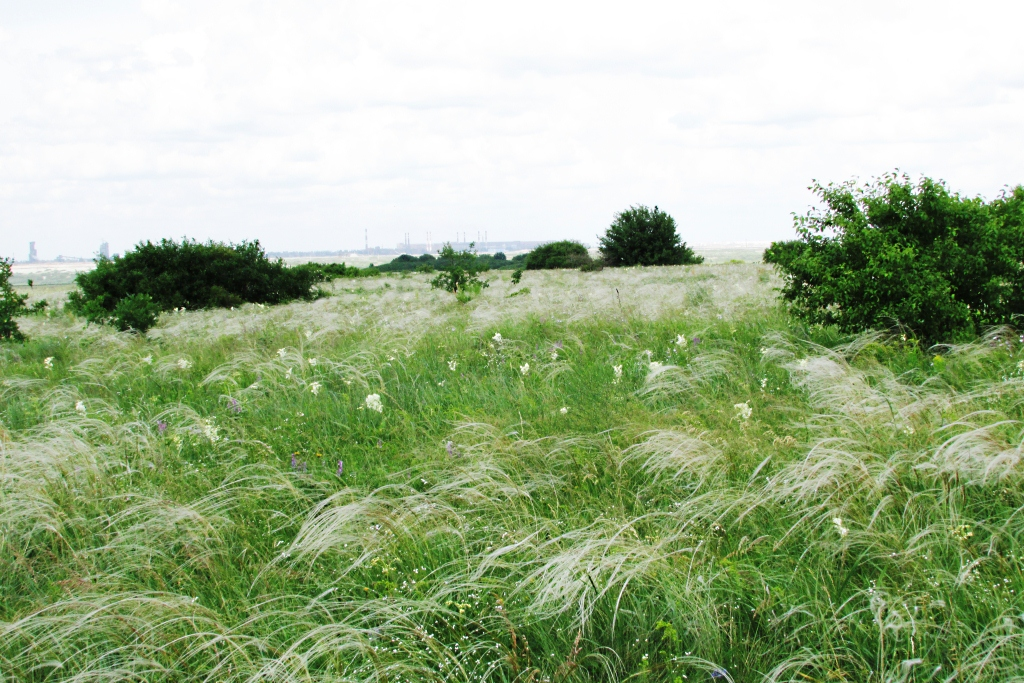
Vedergrassen in deelgebied "Jamskaja Step".
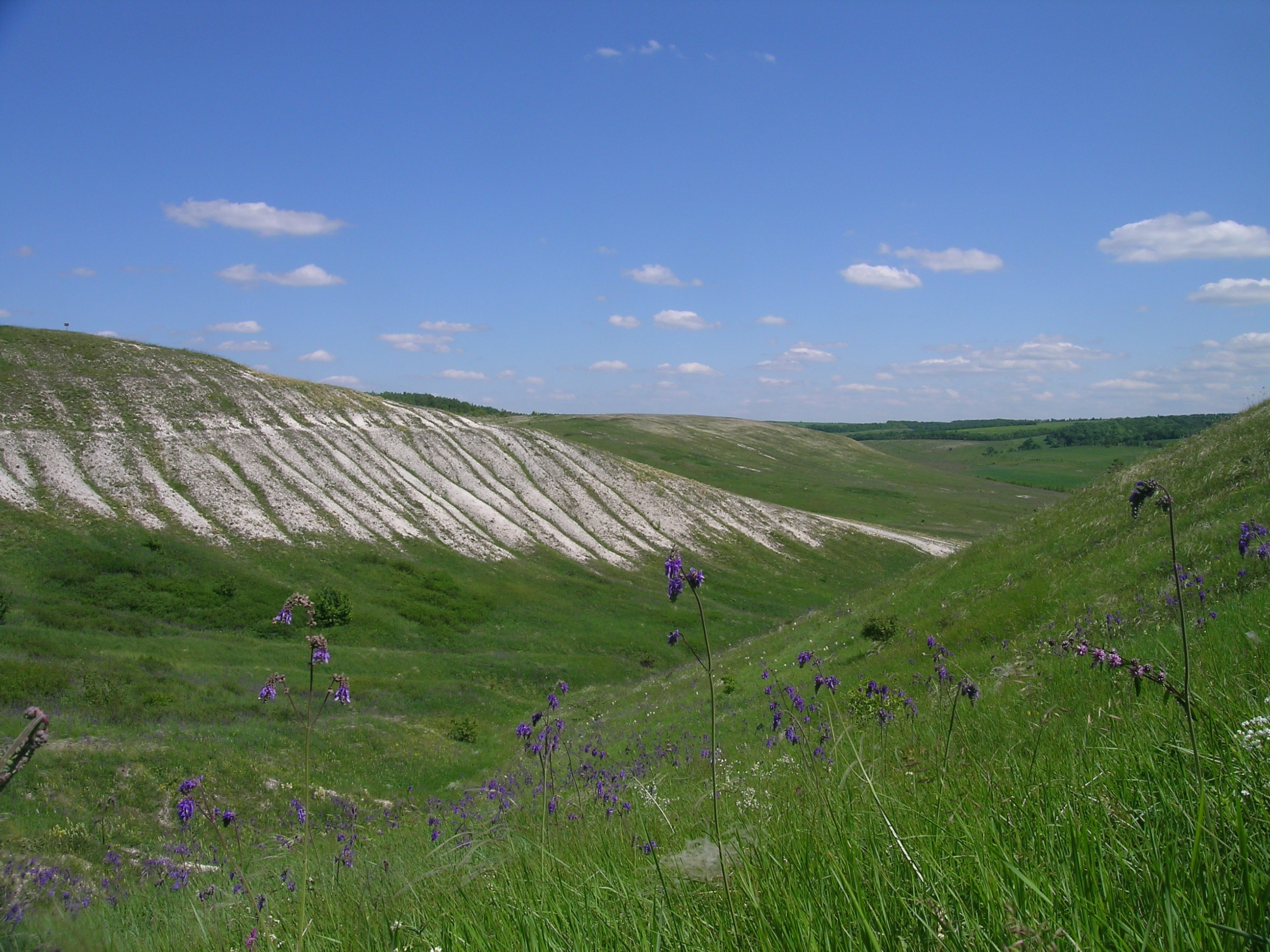
Landschap van deelgebied "Stenki-Izgorja".
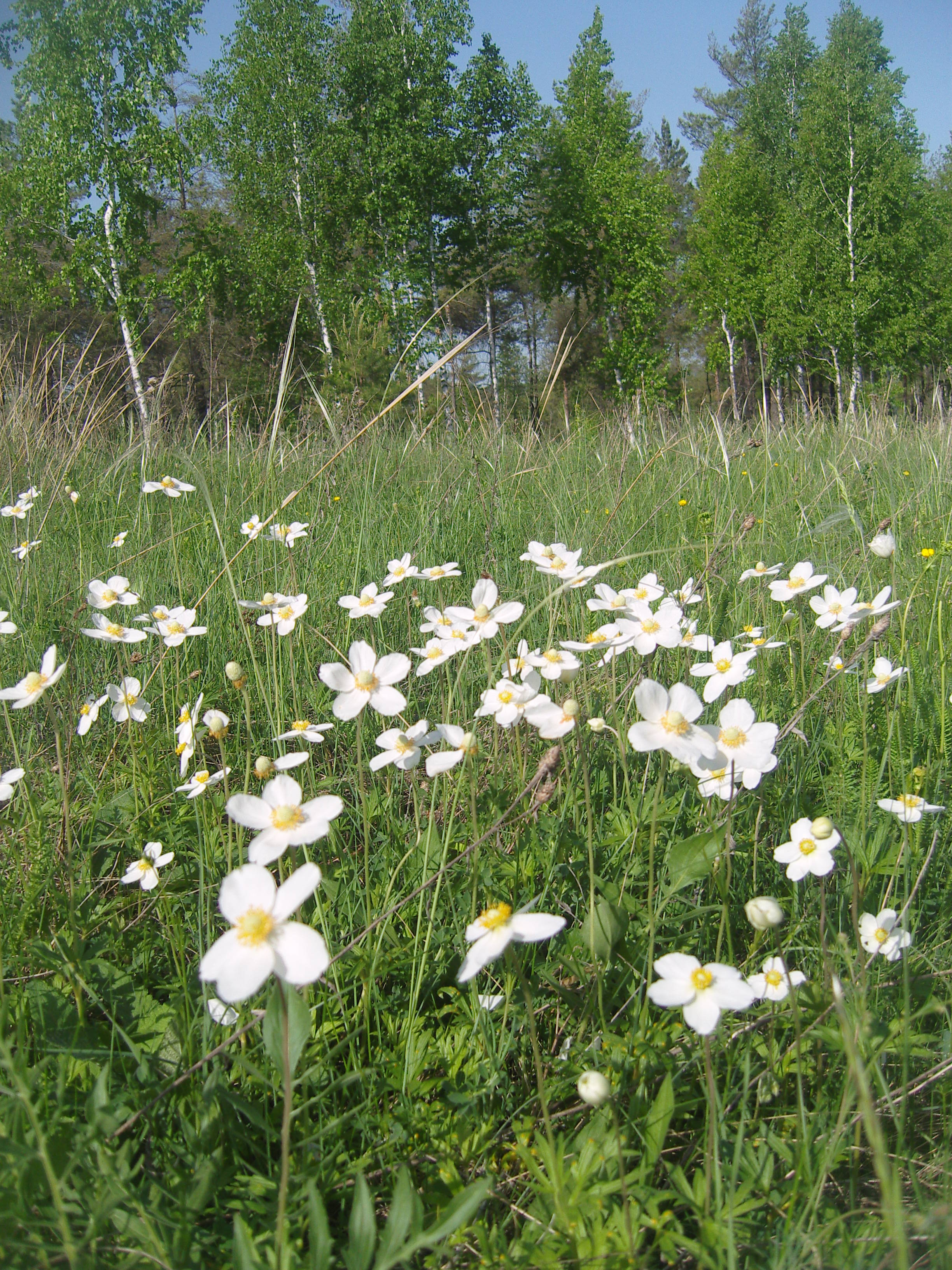
Anemone sylvestris in deelgebied "Lysye Gory".
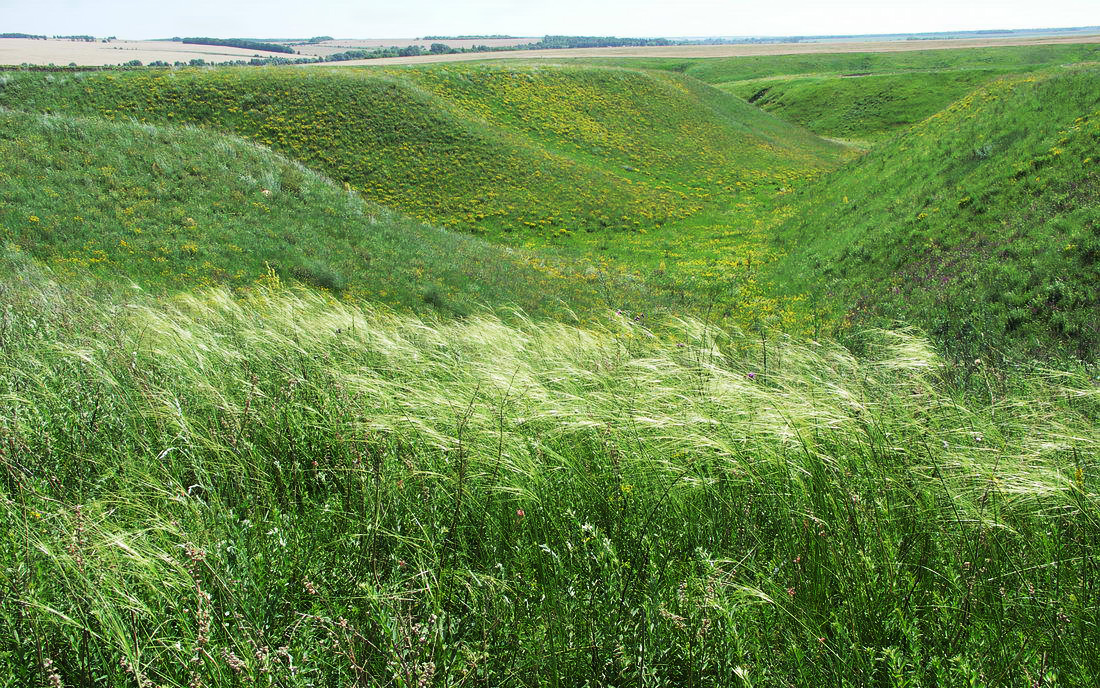
Steppe met vedergrassen in deelgebied "Ostrasjevy Jary".